# Bravo (альбом)
Bravo — второй официальный и четвёртый порядковый альбом группы «Браво». Выпущен финской фирмой «Polarvox» в 1987 году, последний полноформатный студийный альбом при солистке Жанне Агузаровой. Пластинка предназначалась, по большей части, для финского внутреннего рынка.

## История
После издания фирмой «Мелодия» диска Ансамбль Браво группа стала узнаваема; поступило предложение турне по Финляндии, организаторы которого запросили фонограмму для издания на Западе. Однако их разочаровало качество записи, в результате отдельно присланные треки дебютного альбома были пересведены приглашённым из Англии звукорежиссёром (качество сведения впоследствии отметил и Е.Хавтан). Издание является раритетом.
Во время тура по Финляндии бас-гитариста Сергея Лапина подменял Тимур Муртузаев, ранее игравший в составе группы. Причиной рекрутации бывшего участника стал отказ первому в выдаче визы.
В качестве гонорара за финский релиз вокалистка Жанна Агузарова получила джинсовый костюм, а лидер группы Евгений Хавтан — видеомагнитофон.
Изданию альбома предшествовал сингл с песнями «Кошки» и «Старый отель», выпущенный фирмой «Polarvox» специально для ротации на финских радиостанциях и не поступивший в свободную продажу.

## Переиздания в России
Впоследствии, альбом "Bravo" в оригинальном "финском" оформлении и звучании получил несколько переизданий в России на виниловых дисках: в 2016 году на фирме Мирумир, в расширенном виде - 14 треков , а в 2022 году - ограниченным тиражом на фирме Союз Мьюзик, с изначальным списком из 9 треков . Помимо того, в 2016 году Союз Мьюзик переиздал на CD (и на компакт-кассете) альбом "Браво" в расширенном виде - 16 треков (известен и как "Браво и Жанна Агузарова"), где использовались фонограммы финского издания , но с оформлением, воспроизводящим на лицевой стороне обложки оформление "мелодиевского" диска 1987 года, а на тыльной - дизайн и логотип с оборотной стороны конверта финского диска.

## Список композиций
Сторона А
1. «Кошки» (Е.Хавтан, У. Дж. Смитт, перевод — Бори́с Влади́мирович Заходе́р)
2. «Медицинский институт» (Е.Хавтан, Саша Чёрный)
3. «Верю я» (С.Бритченков, Гарик Сукачев)
4. «Ленинградский рок-н-ролл» (Е.Хавтан, Ж.Агузарова)
5. «Синеглазый мальчик» (Е.Хавтан, В.Степанцов)

Сторона Б
1. «Старый отель» (Е.Хавтан, К. Кавалерян)
2. «Жёлтые ботинки» (Е.Хавтан, Ж.Агузарова)
3. «Открытие» (Е.Хавтан, Ж.Агузарова)
4. «Звёздный каталог» (Е.Хавтан, Арсений Тарковский)